# Carlia rimula
Espèce
Carlia rimula est une espèce de sauriens de la famille des Scincidae.

## Répartition
Cette espèce est endémique du Queensland en Australie.

## Publication originale
- Ingram & Covacevich, 1980 : Two new lygosomine skinks endemic to Cape York Peninsula in Stevens & Bailey, 1980 : Contemporary Cape York. Brisbane: Royal Society of Queensland, p. 45-48.